# Pimelodella eigenmanni
Pimelodella eigenmanni és una espècie de peix de la família dels heptaptèrids i de l'ordre dels siluriformes. Va ser descrit per Georges A. Boulenger el 1891.

## Morfologia
Els adults poden assolir fins a 9,4 cm de llargària total.

## Distribució geogràfica
Es troba a Amèrica: Brasil.